# Arthur Goldscheider

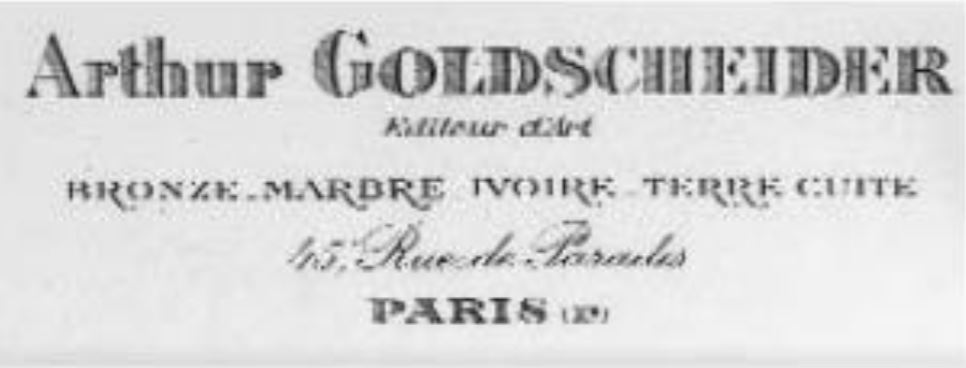
Visitenkarte von Arthur Goldscheider

Arthur Goldscheider (* 6. Juni 1874 in Pilsen, Königreich Böhmen, Österreich-Ungarn; † nach 1948, wahrscheinlich in Brasilien) war ein französischer Kunsthändler und Hersteller hochwertiger Dekorationsgegenstände aus Bronze und Keramik im Jugendstil und im Stil des Art déco.

## Leben und Werk

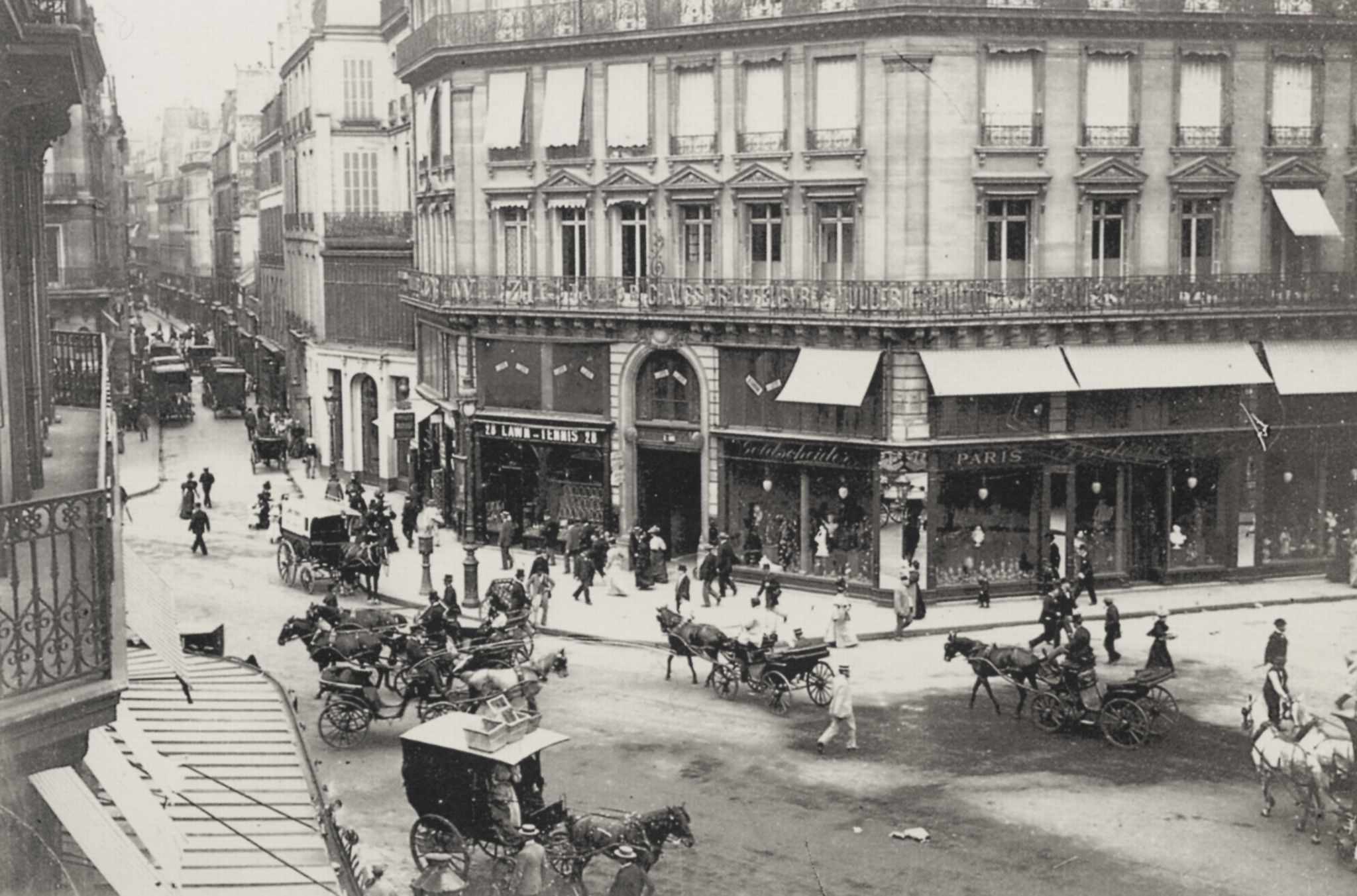
Galerie Goldscheider
28 avenue de l’Opéra, Paris.

Arthur Goldscheider war ein Sohn des österreichischen Unternehmers, Terrakotta- und Bronzefabrikanten Friedrich Goldscheider und dessen Ehefrau Regina Lewit-Goldscheider.
Der Vater gründete 1892 die Pariser Niederlassung seiner Wiener Manufaktur. Das französische Unternehmen mit dem Namen Frédéric Goldscheider wurde ab 1900 von Arthur Goldscheider betrieben, mit einem Dépot Général (Musterlager für den Großhandel) in der 25 Rue de Paradis und einem Maison de Vente (Schauraum des Einzelhandels) in der 28 Avenue de l’Opéra. In der Rue de Paradis befand sich außerdem eine Bronzegießerei Fabrique de Bronzes und ein Marmorsteinmetzbetrieb, das Atelier de Marbres.
Das Unternehmen widmete sich anfänglich dem Vertrieb der Modelle des Wiener Mutterhauses und deren Reproduktionen in Bronze und Marmor.

### Zeit des Jugendstils
Arthur Goldscheider etablierte sich in Paris als Éditeur d’art, also als Kunstverleger bzw. Herausgeber von Werken diverser zumeist französischer Künstler unter eigener Modellnummerierung. Er wählte meist nach Besichtigung ausgestellter Skulpturen in Ateliers und Salons diverser Künstler Modelle aus, die er in seiner Bronzefabrik gießen ließ und anschließend dem internationalen Vertrieb zuführte. Um die Jahrhundertwende konkurrierte er in Paris mit anderen Éditeurs wie Houdebine, E. Blot und Colin & Cie, die Modelle der Künstler Maurice Bouval, Léon Noël Delagrange und Louis Chalon vertraten.
1902 stellte Goldscheider die von Louis Chalon entworfenen Modelle Printemps de Bretagne und Eclosion im Pariser Salon der Société des Artistes Français aus. Auch konnte er den Künstler Marius Mars-Vallet für sich gewinnen. Auf dem Salon der Société Nationale des Beaux-Artes zeigte er Entwürfe des Jugendstilkünstlers Hans Stoltenberg Lerche, wie auch eine von Gottfrid Larsson entworfene Bacchantenstatuette mit Tintenfass sowie den Beleuchtungskörper Le Vice fuyant la lumière aus Gips.
1903 vertrieb er Modelle aus Terrakotta, Bronze und Marmor nach Entwürfen französischer Künstler wie Henri Allouard, Alfred Boucher, Maurice Bouval, Aristide Croisy, Joseph Carlier, Louis-Robert Carrier-Belleuse, Félix Maurice Charpentier und Alexandre Charpentier, Jean-Antoine Injalbert, Henri Louis Levasseur, Auguste Ledru, Paul Louis Émile Loiseau-Rousseau, Hector Lemaire, Mercie, Paul Moreau-Vauthier, Laurent Marqueste, aber auch Modelle des deutschen Bildhauers Rudolf Maison und des Österreichers Arthur Strasser.
1907 entstand bei Goldscheider die Tafeldekoration Le Déjeuner fleuri von Léo Laporte-Blairsy. Paul Phillipe entwarf mehrere Bronzen und Marmorfiguren für Goldscheider, darunter die Marmorstatuette Le Réveil. Goldscheider setzte Entwürfe des Künstlers Georges Van der Straeten um, die er auf dem Pariser Salon der Société des Artistes Français ausstellte. Der italienische Bildhauer Francesco La Monaca formgestaltete die Bronzestatuetten Danseur und Siffleur für Goldscheider.
Zum Beginn des Ersten Weltkriegs brach die enge Zusammenarbeit zwischen Arthur Goldscheider und dem Wiener Stammhaus ab. In den Zwischenkriegsjahren kaschierte Arthur seine Wiener Wurzeln und bezeichnete seine Firma als Maison franco-tchèque, die offiziell fast nur noch Künstler mit französischen Namen vertrat. In Paris firmierte er nun unter der Bezeichnung Arthur Goldscheider, Éditeur d’Art mit Sitz in der Rue de Paradis.

### Zeit des Art déco
1921 entwarf Céline Lepage die Figur Mendiante a Marakech (deutsch Bettlerin von Marrakesch), die von Arthur Goldscheider in verschiedenen Größen angeboten wurde. Die von Goldscheider vertriebenen Kunstgegenstände wurden in zahlreichen Kunstfachgeschäften unter anderem in Amiens, Bordeaux, Lyon und Toulouse angeboten. Zu den Ende 1924 beworbenen Figuren gehören die Bronzen Tigre en furie von Francesco La Monaca, La danseuse Nattowa des Weißrussen Serge Youriévitch (ausgestellt auf dem Salon der Société du Salon d’Automne von 1923), Danse Bachique von Pierre Le Faguays, Dancing Girl sowie die Bronze-Elfenbein-Figur Jongleuse von Marcel Bouraine, Pierrette von Georges van der Straeten sowie die Bronze-Marmor-Gruppe Jalousie von Charlotte Monginot, die 1924 auf dem Salon Société des Artistes Français ausgestellt wurde.

#### KünstlergruppenLa StèleundL’Evolution

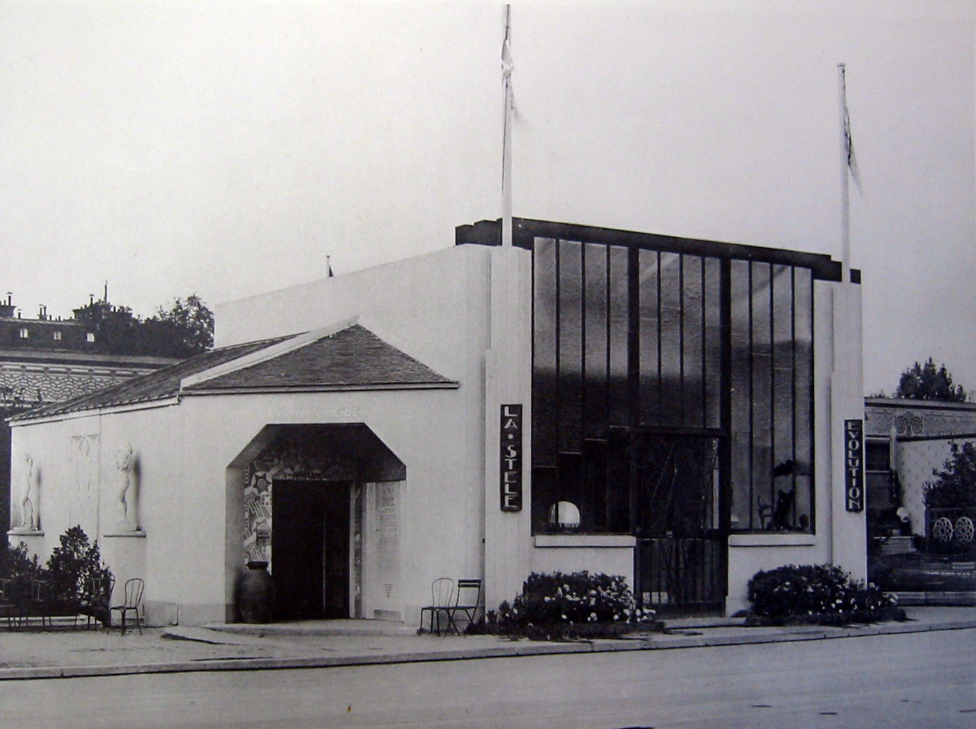
Pavillon La Stèle und L’Evolution, Paris 1925

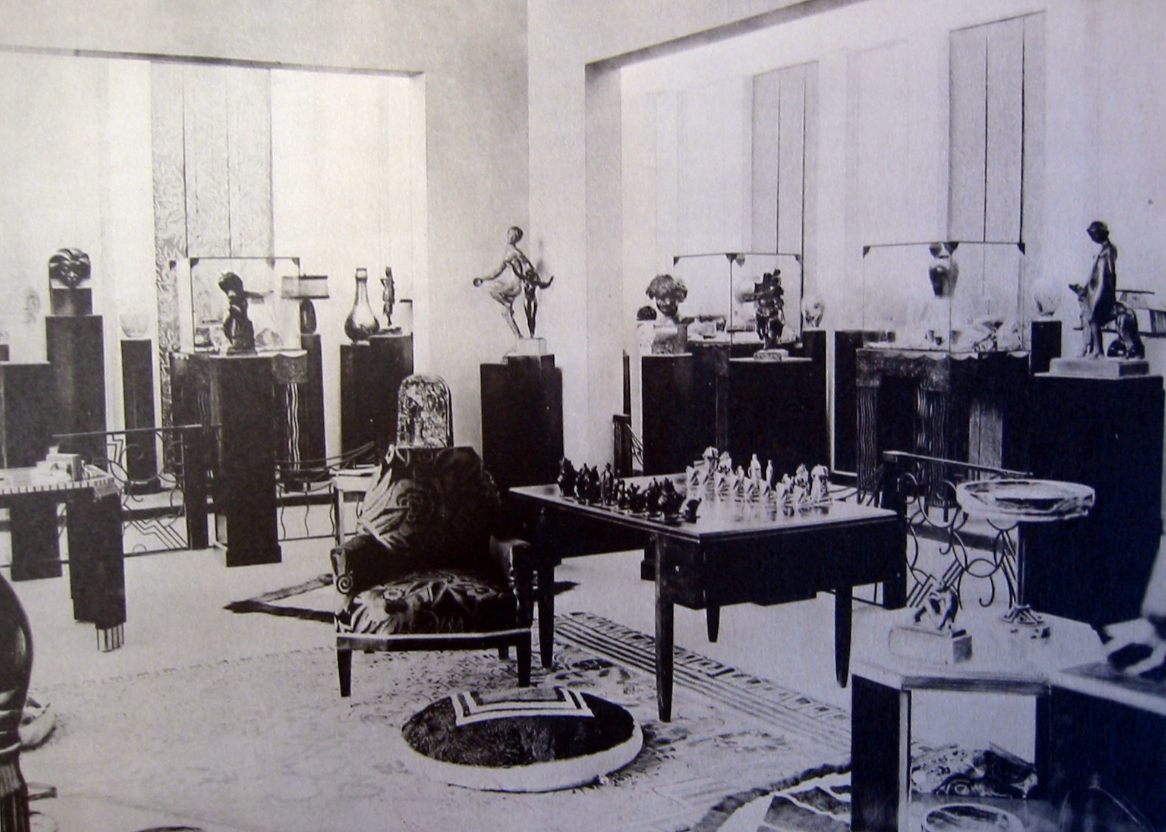
Ausstellungsraum La Stèle und L’Evolution, Paris 1925

Arthur Goldscheider gründete zwei progressive Künstlergruppen, La Stèle für moderne Bildhauerei und L’Evolution für kunstgewerbliche Dekoration. Ihre Arbeiten präsentierte er 1925 auf der den Begriff Art déco prägenden Ausstellung Exposition internationale des Arts Décoratifs et industriels modernes in einem eigenen von Éric Bagge entworfenen Pavillon.
Beide Gruppen standen unter der künstlerischen Leitung von Marcel Temporal und beteiligten sich aktiv an der industriellen Herstellung ihrer Kreationen, ohne dass – wie bisher – der Éditeur Modelle von Künstlern auswählte und sie ohne ihre „ästhetische Kontrolle“ beliebig reproduzierte.
Der Künstlergruppe La Stèle gehörte Céline Lepage an. Goldscheider stellte auf der Ausstellung 1925 ihre Bettlerin von Marrakesch unter dem gefälligeren  Namen Femme de Marakech (Frau aus Marrakesch) aus. Weitere Bildhauer der Gruppe waren E. Arnold, Daniel-Joseph Bacqué, Émile-Jean Armel-Beaufils, Henri Bouchard, Max Blondat, Marcel Bouraine, Jean-Marie Camus, Frédérique Ozeanne Cederlund, Georges Chauvel, Fernand David, Georges Halbout du Tanney, Gaston Hauchecorne, Nathan Imenitoff, Raoul Lamourdedieu, Francesco La Monaca, Paul Landowski, Pierre Lenoir, Charles Malfray, Joël Martel, Henri Édouard Navarre, François Popineau, Marius Saïn, Antoine Sartorio, S. Tallichet, Pierre Traverse, Pierre Vigoureux und Jean Verschneider. Sie stellten vor allem stilisierte Figuren aus Bronze, Elfenbein, Marmor oder chryselephantinen Materialkombinationen her.
Zu den Mitgliedern der Künstlergruppe L’Evolution zählten neben dem Architekten Eric Bagge die Kunstgewerbler und Dekorateure Jean Besnard, Les Ateliers Brugier, H. Brunel, Édouard Cazaux, Cochet-Ewald-Kohler, Raphaël Drouart, Henri Duret, Jean Dreyfus-Stern, Jean-Baptiste Gauvenet, Maurice Gensoli, L.-D. Germani, J.-Ch. Goetz, Guénou, J. Guinard, Claudius Linossier, James Malfray, P.-E. Mangin, Sibylle May, Mathurin Méheut, der Juwelier Ernest Membré, Alexandre Noll, Jean Olin, H. Pecquériaux, Ekiel Raby (der für seine ausgestellten Elfenbeinartikel den „Grand Prix“ erhielt), Henri Rapin, G. Ringuet, A. Rivir, Jean Sala, E. Schenk & fils, Jean Saint-Paul und Amalric Walter. Jean Verschneider gehörte beiden Gruppen an.

#### PublikationL’Évolution Artistique
Durch den Erfolg auf der Pariser Ausstellung rief ab 1926 Arthur Goldscheider gemeinsam mit dem französischen Kunstkritiker Yvanhoé Rambosson eine neue Publikation mit dem Titel L’Évolution Artistique ins Leben. Es erschienen mehrere Hefte unter diesem Titel, die das Anliegen der beiden Künstlergruppen verdeutlichen. Für den englischsprachigen Markt erschien eine in zwei Bände zusammengefasste Version unter dem Titel Artistic Evolution. Hierin setzten sich Rambosson und Goldscheider für eine stärkere Einbeziehung der Künstler in den industriellen Produktionsprozess ein und sprachen sich für eine preiswertere Vervielfältigung in Serienproduktion aus. Ihre Forderung widersprach der französischen Tradition der Trennung von kunstgewerblicher Unikat-Erzeugung in kleinen Familien-Manufakturen und der industriellen Serienproduktion in Fabriken. Goldscheider erachtete es als wichtig, dass Gestalter die bestehenden technischen Möglichkeiten zur Optimierung der handwerklichen Umsetzung ihrer Werke ausschöpfen.
Die Serienproduktion ermöglichte einer breiteren Käuferschicht der Erwerb eines preiswerteren und dennoch hochqualitativen Kunstgegenstandes, bei dem die Künstler jedes Stück selbst für den Verkauf freigaben. Mit diesem Ansatz sollten national wie international die Aktivitäten des französischen Kunstgewerbes gestärkt werden und die Zufriedenheit der Künstler und Käufer gefördert werden. Rambosson und Goldscheider verfolgen hiermit auch ein aus dem Jugendstil übernommenes Gesellschaftsideal. Nur durch niedrigere Preise könnten „alle Gesellschaftsschichten an der Schönheit des Kunstgewerbes teilhaben“.

### Ende des Unternehmens
Mitte der 1930er Jahre schloss der etwa sechzigjährige Arthur Goldscheider seine Firma. Viele der von ihm vertretenen Bildhauer wanderten zum konkurrierenden Unternehmen Les Neveux de Jules Lehmann ab.
1948 wanderte Goldscheider nach Rio de Janeiro in Brasilien aus, hier verliert sich seine Spur.